# 俞友仁
俞友仁，浙江杭州人。明朝进士、政治人物。
洪武四年（1371年），明代首次開科，俞友仁成為明朝開國以來第一位會元，並中式三甲第二十六名进士。授長山縣縣丞。後曾任襄阳县学教谕。善于书法。